# 稀花勿忘草
稀花勿忘草（学名：[Myosotis sparsiflora] 错误：{{Lang}}：文本有斜体标记（帮助））为紫草科勿忘草属的植物。分布在欧洲以及中国大陆的新疆等地，生长于海拔1,500米至2,000米的地区，常生长在河滩潮湿地，目前尚未由人工引种栽培。